# Винокурцевский проезд
Виноку́рцевский проезд — проезд в Адмиралтейском районе Санкт-Петербурга. Проходит от Загородного проспекта и Витебской площади в сторону набережной Обводного канала. Нечётную сторону проезда занимает здание Витебского вокзала.

## История названия
На плане 1798 года проезд обозначен как 6-я улица в слободе Семёновского полка. Позже проезд длительное время не имел названия. 16 мая 1887 года проезду дано название Егерский переулок, по лейб-гвардии Егерскому полку, казармы которого находились на Рузовской улице.
Современное название Винокурцевский проезд дано 4 апреля 1988 года в честь Павла Дмитриевича Винокурцева, участкового уполномоченного 13 отделения милиции Ленинского района, который погиб в 1941 году на посту во время артобстрела в Блокаду Ленинграда, спасая жизнь ребёнка.

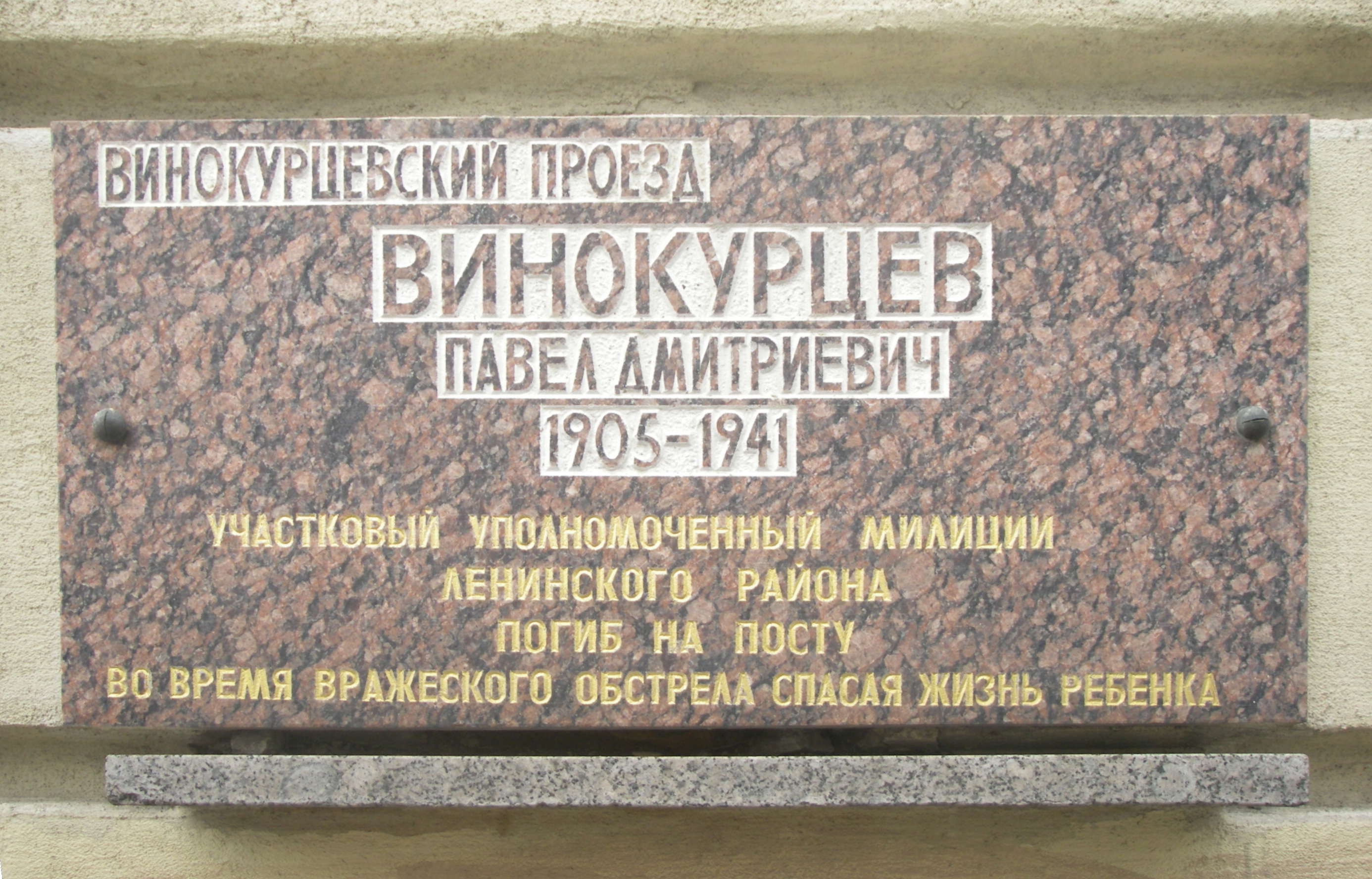
Мемориальная доска в честь П. Д. Винокурцева на стене павильона станции метро «Пушкинская»

Также имя П. Д. Винокурцева присвоено скверу, находящемуся между Винокурцевским проездом и домами № 1 и 3 по Подъездному переулку.

## История
Проезд возник во второй половине XVIII века.

## Достопримечательности
- Витебский вокзал
- станция метро «Пушкинская»